# Área cultural

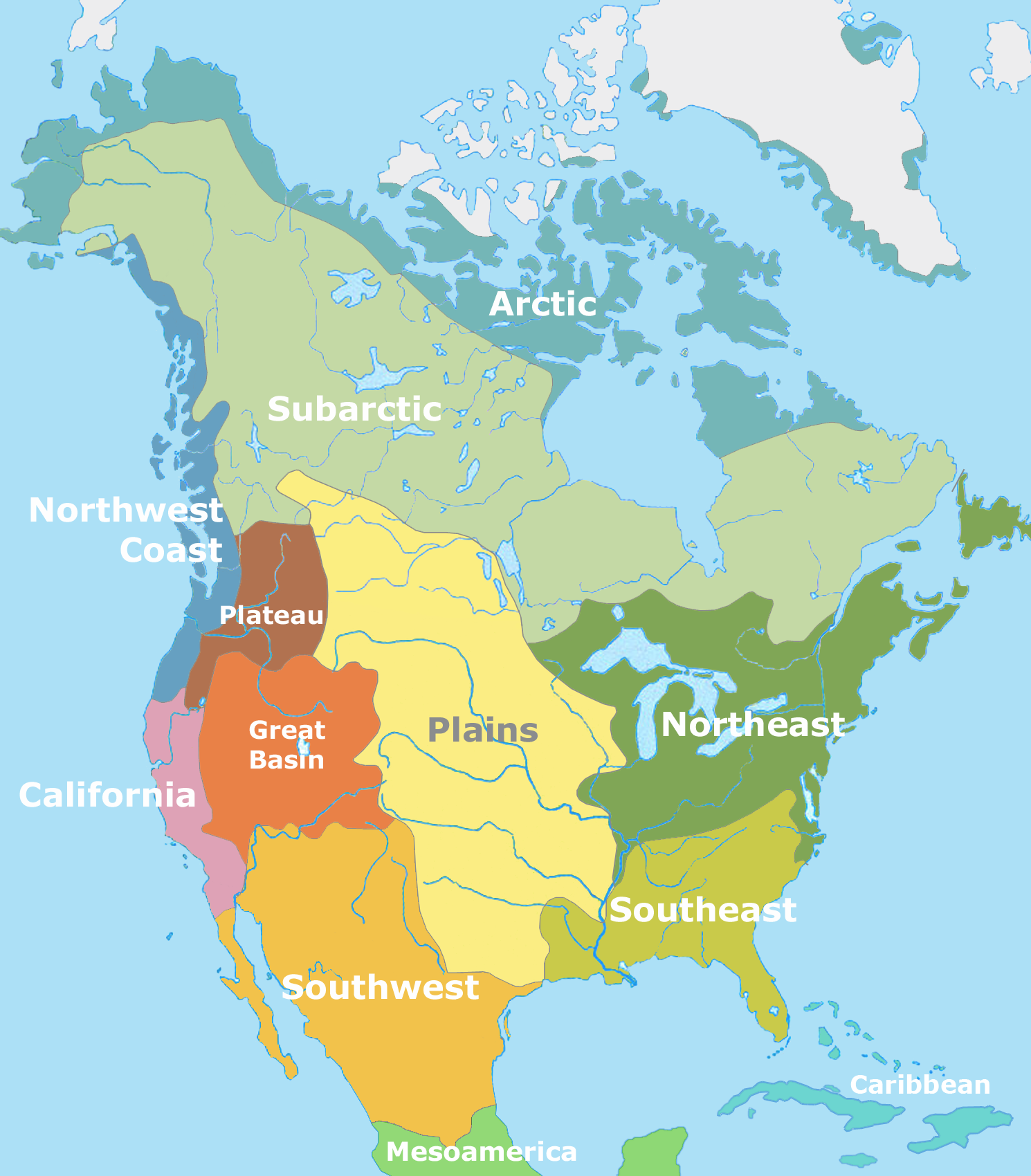
Áreas culturales de Norteamérica, para el tiempo del contacto con los europeos, según la división propuesta por Kroeber.

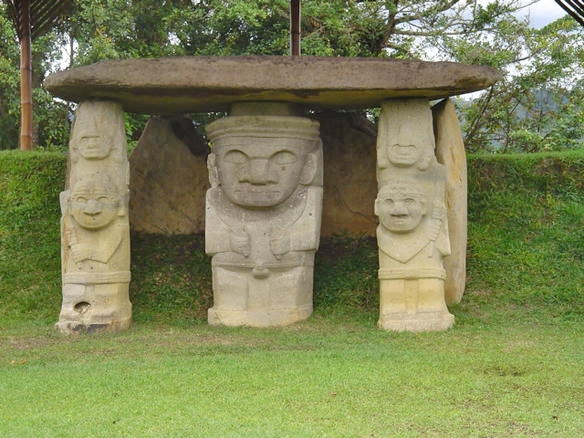
Monolitos de San Agustín. Colombia

El concepto de área cultural procede de la antropología estadounidense de la primera mitad del siglo XX, en particular Alfred Kroeber usó el concepto extensivamente. Las áreas culturales se definen "A partir de la dispersión de «rasgos» o «elementos culturales», transformados en una serie de patrones que permiten delimitar empíricamente ámbitos geográficos y, dentro de ellos, estudiar la distribución espacial de los elementos culturales, de modo que se puedan configurar centros o «áreas nucleares», «periferias» y «áreas intermedias»". 
Abarca los actuales territorios de México y América Central en un área de aproximadamente de un millón de kilómetros cuadrados con una gran variedad de nichos ecológicos y en donde se dieron grandes avances en el campo tecnológico, un político y cultural.
Julian Steward planteó en su Handbook of South Americans Indians (1948) cuatro áreas culturales. Las relaciones entre ellas fueron entendidas por Steward con una lógica difusionista (que hoy se considera superada) pero su estudio tiene algunos méritos, como considerar por primera vez a las culturas sudamericanas dentro de un todo coherente, marcado por factores ecológicos y no solo culturales. Las áreas culturales que define tienen, por lo demás, cierta vigencia.
Sus cuatro áreas culturales son:
- El Área Marginal; A donde la influencia del resto de culturas fue escasa y el desarrollo de sociedades, limitado.
  - Área Chaqueña
  - Brasil Oriental
  - Sur de Sudamérica
- El Área Andina. Que alberga las culturas más desarrolladas. Steward cree que esta área sólo es comparable a la mesoamericana e incluso piensa que el Periodo Formativo americano se inicia en los Andes.
- El Área de las Culturas del Bosque Tropical. Caracterizadas por ventajas en el transporte fluvial (los grandes ríos amazónicos) y agricultura de roce y quema.
- El Área Circum Caribe (o Subandina). Caracterizada por cacicazgos con culturas menos sofisticadas. Según el difusionismo de Steward había sido influenciada por el área andina, algunos de cuyos habitantes habían migrado a estas áreas, pero sin poder llevar consigo todos los elementos de sus altas culturas. Esta área incluiría las poblaciones del norte de Colombia y Venezuela, el Caribe y la parte centroamericana al sur de área de influencia maya.